# Antonio Cesari
Pour les articles homonymes, voir Cesari.

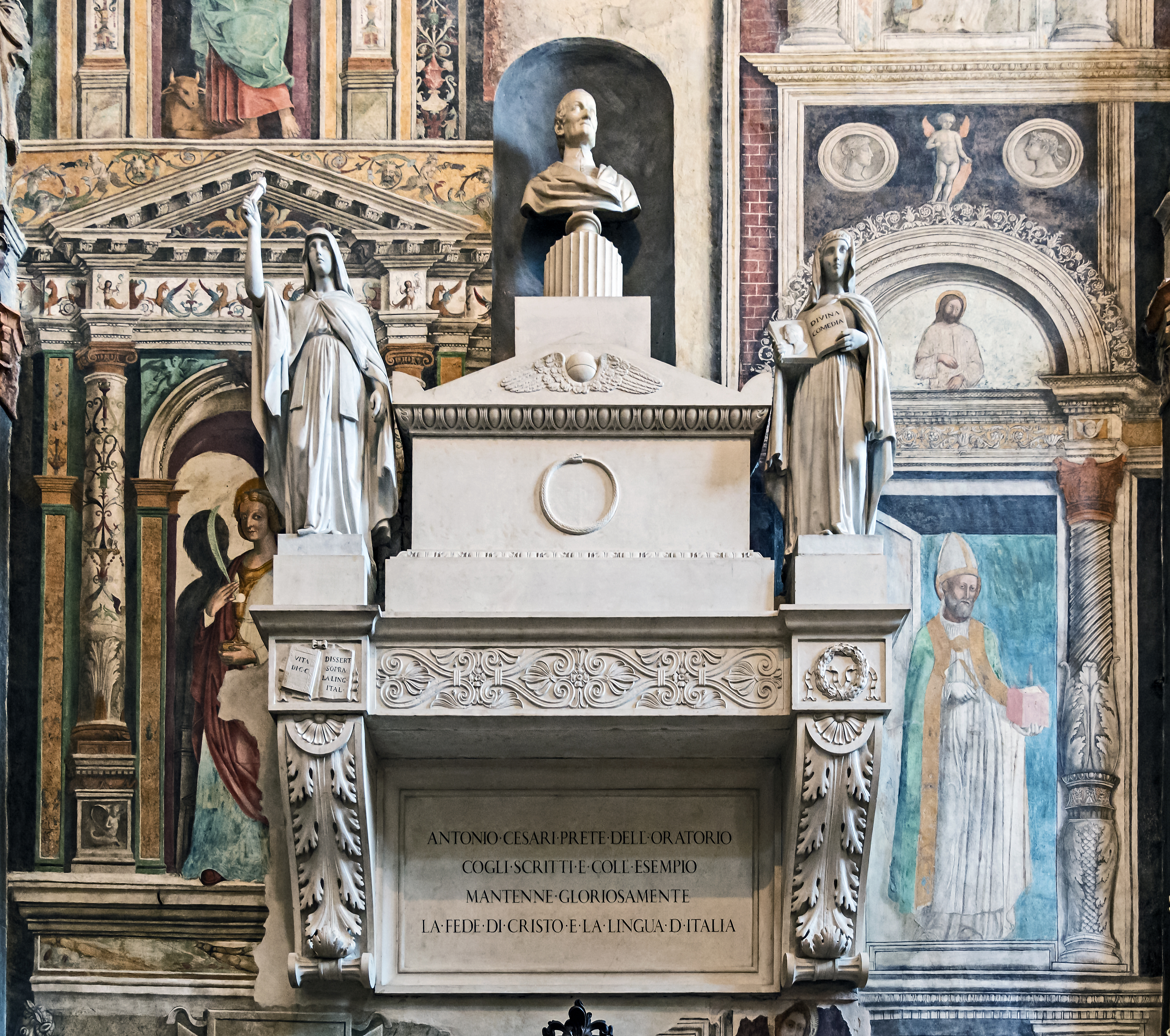
Monument funéraire d'Antonio Cesari - Cathédrale de Vérone

Antonio Cesari (Vérone, 17 janvier 1760-Ravenne, 1er octobre 1828) est un linguiste, philologue et littérateur italien. Membre de la congrégation de St-Philippe de Néri, il tenta de soustraire la langue italienne à l'influence française.

## Biographie
Né le 17 janvier 1760 à Vérone, embrassa la règle de saint Philippe de Néri, dont les disciples sont les Oratoriens de l’Italie, et cultiva les diverses branches de la littérature avec une ardeur que l’âge ne put ralentir. Orateur, critique, poète, biographe, traducteur, il obtint des succès dans tous les genres. C’était, dit Valery, qui le visita dans son couvent de Vérone, en 1826, un vieillard vif, ardent, agité, un véritable Abbate complet, très-obligeant, bizarre dans son maintien et dans ses vêtements, cruscantiste opiniâtre ; mais, malgré ses manies et son irritabilité, comptant de nombreux admirateurs (Voyage d’Italie, I, 171). Le P. Cesari mourut à Ravenne le 1er octobre 1828. Il était membre de la plupart des sociétés littéraires d’Italie. Outre une bonne édition du Vocabolario della Crusca, Vérone, 1806,6 vol. in-8°, à laquelle il eut la plus grande part, on lui doit d’excellentes éditions des Vite de’ SS. Padri (c’est une traduction de saint Jérôme), Vérone, 1799, 4 vol. in-4° ; du livre de Feo Belcari, La vita del B. Giovanni Colombini, ibid., 1817, in-8° ; des Fioretti de S. Francesco, ibid., 1822 , in-4°, trois ouvrages qui font autorité dans la langue italienne, et enfin de la Divine Comédie de Dante avec une préface et des notes remplies d’érudition. Parmi les traductions du P. Cesari, les plus célèbres sont celles des Odes d’Horace, des Comédies de Térence, Verone, 1816, 2 vol. in-8°, et des Lettres de Cicéron, dans l’édition des œuvres complètes de ce grand orateur, Milan, 1826 et années suivantes. Quelques critiques lui reproche d’avoir fait parler Cicéron comme un Italien du XVIIIe siècle ; mais dans la préface du 2e volume il défendit, avec toute la chaleur d’un jeune homme, cette singularité qui d’ailleurs, n’ôte rien au mérite de la traduction aussi fidèle qu’élégante. On connait encore du P. Cesari : Alcune Novelle, Venise, 1810, in-8°. Elles sont très-estimées.

## Œuvres
- Vite de' santi Padri, 4 vol., 1799 ;
- Vocabolario della Crusca, 7 vol., 1806-1809 ;
- Dissertazione sullo stato presente della lingua italiana, 1808-1809 ;
- Alcune novelle, poésies, 1810 ;
- Fioretti de St François, 1822 ;
- La vita di Gesù Cristo e la Sua Religione, Ragionamenti di Antonio Cesari prete veronese, 5 vol., publiés en 1843.

On lui doit aussi un long commentaire en quatre volumes sur Dante (1824), des traductions de Térence (1806) et des Odes et de l'Art poétique d'Horace (1827) ainsi que des Lettres de Cicéron (1826).